# Egyptian International Beverage Company
Egyptian International Beverage Company (EIBCO, Іджипшн Інтернешнл Бевередж Кампані) — підприємство харчової промисловості Єгипту, зайняте виробництвом та реалізацією пива та вина. Фактично єдиний конкурент компанії Al-Ahram Beverage Company на внутрішньому ринку алкогольних напоїв Єгипту.

## Історія
Компанія заснована у жовтні 2005 року. Ініціатива її заснування належали колишнім співробітникам компанії El Guna Beverages, яку трьома роками раніше поглинула компанія Al-Ahram Beverage Company, ставши таким чином абсолютним монополістом внутрішнього ринку алкогольних напоїв Єгипту. Компанія належить єгипетському бізнесмену Шеріфу Фану (75 %), компанії Wadi Foods (10 %), а також дистрибуторам, що забезпечують реалізацію її продукції, (решта 20 %).

## Асортимент продукції

### Пиво
- Luxor Classic Lager — Алк.: 5 %.
- Luxor Special Gold — Алк.: 4,7 %.
- Luxor Weizen (Пшеничне) — Алк.: 5 %.
- Luxor XXX (Міцне) — Алк.: 10 %.
- Santana — безалкогольне пиво

### Вино
Компанія виробляє вино під торговельними марками: Shahrazade (червоне, біле та рожеве); Jardin Du Nil та 
Moon Roof.